# منزل إيباتيف
منزل إيباتيف أو بيت إيباتيف (الروسية: Дом Ипатьева) كان منزل التاجر والمهندس المعماري الروسي الشهير نيكولاي إيباتيف، تم البدء ببناء المنزل في عام 1880، وأستخدم كمأوىً أخير لعائلة رومانوف حتى يوم 18 يوليو من سنة 1918 حيث أعدموا في ساعة متأخرة جدا من الليل بطريقة وحشية.

## التاريخ
التاريخ المبكر للمنزل
بني المنزل في عام 1880 ليكون قصرا للتاجر والمهندس المعماري الشهير نيكولاي إيباتيف، وبعد طرده من روسيا في أعقاب الثورة البلشفية التي حدثت في عام 1917، قرر أن يتم إسكان نيقولا الثاني إمبراطور روسيا وعائلته فيه إلى أن يتم وضع خطة وطريقة للتخلص منهم سرا.
إعدام عائلة رومانوف في منزل إيباتيف
قبل أيام من الأعدام، تم التجهيز لقتل آل رومانوف بشكل ملحوظ، حيث أُحضِر 450 لترا من البنزين ومواد آخرى مثل حمض الكبريت وأحضرت مجموعة من المسدسات، وصل قرار الإعدام في 13 يوليو، وفي الساعة الثامنة مساءا من يوم 17 يوليو أي قبل القتل بساعات قليلة، أضافت الفرقة التي كلفت بالمهمة تجهيزاتها الأخيرة قبل التنفيذ، وفي الساعة الثانية بعد منتصف الليل تم أيقاض عائلة رومانوف وطلب منهم إرتداء ثيابهم الإنتظار في قبو المنزل حتى تأتي وسيلة نقل مزعومة، وكانت الفرقة المكلفة بالإعدام على عجالة من أمرها بسبب أن مناصري القيصر مثل الروس البيض والحرس الأبيض كانوا في سباق مع الزمن للوصول إلى منزل إيباتيف بسبب علمهم بما سوف يحل بعائلة رومانوف، وعندما حان وقت تنفيذ الأعدام تم أبلاغ رومانوف بما سيتم تنفيذه بهم فوقف القيصر محتجا فقط يقول: ماذا ماذا؟؟؟!!! لكن بعدها أطلقوا النار عليهم في وجبة أولى قتل نيقولا الثاني وزوجته الإمبراطورة ألكسندرا فيودوروفنا بعد أن أصيبوا بعدة رصاصات معظمها كان في الصدر، وأصيب عدد من مرافقين العائلة مثل طبيب العائلة وطباخها، وبعدها عاد القاتلون لأطلاق وجبة ثانية من الرصاص ليقتل أولاد القيصر الذين بقوا أحياء على عكس البقية لكنهم كانوا متجمدين من الخوف والرعب والهول، تم إطلاق النار مرة آخرى إلى أن قتلوا جميعا وسحبت الجثث إلى منجم مهجور وتم التمثيل بها وشق صدر القيصر وزوجته وسرقت الملابس والمجوهرات وحرقت الجثث وذوبت العظام وتم إخفاء الأدلة.
ما بعد الإعدام
كانت الغرفة التي تم فيها الأعدام وهو القبو مكانا للعبادة عد مناصري القيصر وكانوا يتحسرون على ما حل بآل رومانوف، فسأمت الحكومة السوفيتية من تكرار ذلك حتى أمرت في عام 1977 بهدم منزل إيباتيف حتى يذهب كل شيء طي النسيان، لكن بعد الهدم تم وضع صليب خشبي على ركام المنزل وعندما علمت الحكومة السوفيتية بذلك أزالت الصليب وعندما تم أزالته ارجع من جديد من قبل الأرثوذكسيين. وعندما علمت الحكومة السوفيتية أزالته مجددا وبعدها تم أرجاعه مجددا واستمرت هذه الحالة إلى أن أنهار الإتحاد السوفيتي في عام 1991، فطلب بوريس يلتسن (أول رئيس روسي) بناء كاتدرائية ضخمة محل المنزل وجمع كل الصلبان الخشبية السابقة وجعلها معا في الكاتدرائية التي مازالت موجودة حتى اليوم.

## في الأدب والدراما
تم تصوير عدد من الأفلام عن منزل إيباتيف والمجزرة التي حلت بداخله.